# BV2
BV2细胞是最常用的鼠源小胶质细胞细胞系，来自于一周龄的雌性C57BL/6实验小鼠，通过感染带有v-raf/v-myc癌基因的J2逆转录病毒实现永生化，用于一些神经退行性疾病研究。

## 外部連結
- Cellosaurus entry for BV2 （页面存档备份，存于）